# Jiske Snoeks
Jiske Snoeks (* 19. Mai 1978 in Haarlem) ist eine ehemalige niederländische Hockeyspielerin. Sie gewann mit der niederländischen Nationalmannschaft 2004 die olympische Silbermedaille. 2003 und 2005 war sie Europameisterin und 2006 Weltmeisterin.

## Sportliche Karriere
Jiske Snoeks bestritt insgesamt 98 Länderspiele. Ihr einziges Länderspieltor erzielte sie 2004 gegen Deutschland.
Die Mittelfeldspielerin debütierte 2003 in der Nationalmannschaft. Die Europameisterschaft 2003 in Madrid war die sechste Europameisterschaft für Damen, die Niederländerinnen gewannen den fünften Titel. Nach einem 5:1-Halbfinalsieg über die deutsche Mannschaft bezwangen sie die Spanierinnen im Finale mit 5:0. Bei den Olympischen Spielen 2004 in Athen gewannen die Niederländerinnen ihre Vorrundengruppe, wobei sie die zweitplatzierten Deutschen mit 4:1 besiegten. Im Halbfinale bezwangen die Niederländerinnen die argentinische Mannschaft nach Siebenmeterschießen. Im Finale trafen die Niederländerinnen wieder auf die deutsche Mannschaft und unterlagen 1:2.
Bei der Europameisterschaft 2005 in Dublin gewannen die Niederländerinnen ihre Vorrundengruppe und bezwangen die englische Mannschaft im Halbfinale mit 2:0. Im Finale siegten die Niederländerinnen gegen Deutschland mit 2:1. Im Jahr darauf bei der Weltmeisterschaft in Madrid gewannen sie ihre Vorrundengruppe vor den Spanierinnen. Im Halbfinale siegten sie gegen die Argentinierinnen mit 3:1, mit dem gleichen Ergebnis gewannen sie den Titel gegen die Australierinnen. Jiske Snoeks wirkte beim Gewinn der Weltmeisterschaft in allen Vorrundenspielen mit, aber weder in Finale noch Halbfinale. Bei der Europameisterschaft 2007 in Manchester bezwangen die Niederländerinnen im Halbfinale die spanische Mannschaft mit 3:0. Im Finale unterlagen sie der deutschen Mannschaft mit 0:2. Das Europameisterschaftsfinale war das letzte Länderspiel von Jiske Snoeks.
Jiske Snoeks spielte zunächst für den HC Bloemendaal und während ihrer Nationalmannschaftskarriere für den Amsterdamsche Hockey & Bandy Club. 